# 히로시마 내 사랑
《히로시마 내 사랑》(Hiroshima mon amour)는 알랭 레네가 감독, 마르그리트 뒤라스가 각본을 맡은 1959년 드라마 영화이다.

## 출연

### 주연
- 엠마누엘 리바
- 오카다 에이지

### 조연
- 스텔라 다사스
- 베르나르 프레송

## 기타
- 미술: 마요